# Bogumił Andrzejewski
Bogumił Witalis Andrzejewski (* 1. Februar 1922 in Posen; † 2. Dezember 1994 bei London) war ein polnischer Lyriker und Linguist, der sich wissenschaftlich mit der Erforschung der kuschitischen Sprachen beschäftigte.

## Leben
Andrzejewski besuchte zunächst das Gymnasium in Posen und von 1937 bis 1939 in Zakopane. Seine Mutter starb 1939 nach einer Krankheit. Während des Zweiten Weltkrieges gelangte er im Herbst 1940 nach Ungarn und 1941 nach Palästina. Dort schloss er sich der Polnischen Unabhängigen Karpathischen Schützenbrigade (polnisch Samodzielna Brygada Strzelców Karpackich) und wurde während der Belagerung von Tobruk verletzt. Nach seiner Genesung im Krankenhaus in Alexandria kam er nach Gaza, wo er kurze Zeit eine Offiziersschule besuchte. Statt der die Offizierslaufbahn zu verfolgen, meldete er sich freiwillig, deutsche Kriegsgefangene von Hafen von Sues nach New York zu eskortieren. In dieser Zeit debütierte er als Lyriker mit den Gedichten Koledze, Upiór und Zegar in der Zeitschrift Przy Kierownicy w Tobruku. Weitere Gedichte und Prosatexte veröffentlichte er von 1942 bis 1945 in Exilzeitungen, wie Kurier Polski w Bagdadzie, Polska Walcząca und Nowa Polska.
Nach dem Zweiten Weltkrieg lebte er in Großbritannien, wo er 1946 Sheila Muriel Weekes heiratete und Anglistik und Altnordisch am Oriel College in Oxford studierte. Seinen Bachelor erlangte er 1947 und schloss von 1948 bis 1949 ein Studium in Allgemeiner Sprachwissenschaft und Arabistik an der School of Oriental an African Studies University of London. Nach seinem Studium führte er von 1950 bis 1951 wissenschaftliche Untersuchungen der somalischen Sprache in Britisch-Somaliland mit dem Ziel eine Orthografie für diese Sprache einzuführen. Von 1952 bis 1964 lehrte er kuschitische Sprachen und Literatur. Mit der Arbeit Declensions of Somali Nouns promovierte er 1962 unter Malcolm Guthrie. Von 1964 bis 1980 dozierte er über kuschitische Sprachen an der University of London, wo er 1980 als Professor berufen wurde. Seine sprachwissenschaftlichen Arbeiten publizierte er auf Englisch in den Zeitschriften African Language Studies und Ethiopianist Notes (später Northeast African Studies). Nach seiner Emeritierung 1982 publizierte er weiterhin wissenschaftliche Arbeiten und Gedichte.
Andrzejewski starb am 2. Dezember 1994 in der Nähe von London.

## Lyrik

### Lyrik
- Na wszelki wypadek, 1957
- Podróż do krajów legendarnych. Poematy i opowieści, 1985; 2. Auflage 2000

### Sachbücher
- Declensions of Somali Nouns, 1964

### Herausgeberschaft
- Muuse Haaji Ismaaiil Galaal: Hikmad Soomali, 1956
- Literatures in African languages. Theoretical issues and sample surveys, 1985

### Übersetzungen
- Hassan Sheikh Mumin: Leopard among the women, 1974
- Faarax M. J. Cawl: Ignorance is enemy of love, 1982
- An anthology of Somali poetry, 1993

## Auszeichnungen
- 1988: Kommandeurorden des Sterns von Somalia